# 1659
1659 (MDCLIX) var ett normalår som började en onsdag i den gregorianska kalendern och ett normalår som började en lördag i den julianska kalendern.

## Händelser

### Januari
- 27 januari – Hertig Adolf Johan går mot Marienburg.
- 31 januari
  - Svenskarna intar staden Konitz.
  - Den ökända Spanaprocessen inleds i Rom och avslöjar en omfattande handel med gifter.

### Februari
- 10–11 februari – Svenskarna företar en misslyckad stormning av Köpenhamn.

### Mars
- 21 mars – Svenskarna intar Langeland.

### April
- 6 april – Engelska flottan går in i Öresund.
- 30 april – Svenska flottan besegrar den danska i sjöslaget i Femerbält.

### Maj
- 5 maj – Engelska ostindiska kompaniet övertar Sankta Helena.[1]
- 9–20 maj – Falster, Lolland och Nakskov faller i svenska händer.
- 16 maj – Svenskarna evakuerar Frederiksodde.
- 21 maj – Danzigs garnison anfaller det av svenskarna hållna Dirschau.
- 25 maj – Efter påtryckningar från det engelska parlamentet tvingas den svage Richard Cromwell abdikera som lordprotektor över det engelska samväldet, bara ett drygt halvår efter att han har efterträtt sin far Oliver Cromwell på posten. England, Skottland och Irland kommer därmed att stå utan regent, men ett år senare återupprättas de tre kungarikena under den så kallade restaurationen, då Karl II blir deras kung.
- 29 maj – Svenskarna intar den danska ön Mön.

### Juli
- 14–25 juli – Genom Haagkonserterna 1 och 2 blir Nederländerna tvingade av England och Frankrike att göra ansträngningar för att skapa fred i Norden.
- 23 juli
  - Svenska flottan besegrar den danska i sjöslaget vid Ebeltoftviken.
  - Kurländarna erövrar Mitau från svenskarna, varvid de lämnar Kurland.

### September
- 19 september – Österrikarna erövrar Stettin från svenskarna.

### Oktober
- 30 oktober – De allierade landstiger på Fyn.

### November
- 2–4 november – De allierade landstiger med ytterligare en här på västra Fyn. Hindsgavls slott stormas av danska trupper och förstörs.
- 4 november – Österrikarna ger upp Stettin.
- 7 november – Pyreneiska freden.
- 11 november – De allierade arméerna på Fyn förenas.
- 12 november – En riksdag samlas i Göteborg.
- 14 november – En svensk här tillfångatas av en dansk på Fyn i slaget vid Nyborg.
- 29 november – Fred sluts mellan Sverige och Nederländerna.

### December
- 12 december – Svenskarna i Danziger Haupt kapitulerar.
- 24 december – Karl X Gustav överlämnar befälet i Danmark till Filip av Sulzbach.

### Okänt datum
- Karl X Gustav låter länsa det danska Kronborgs slott på värdeföremål och tar bland annat en tavla föreställande 900-talskungen Gorm den gamles dop.
- Svenskarna anfaller Östfold och Fredrikshald i Norge, men drivs tillbaka.
- Eskilstuna får stadsprivilegium.
- Före detta drottning Kristina flyttar in på sin slutgiltiga adress i Rom, Palazzo Riario.

## Födda
- Mars – Anna Margrethe Lasson, dansk författare.
- 26 mars – William Wollaston, engelsk filosof.
- 29 april – Sophia Elisabet Brenner, svensk författare.
- 30 april – Jacob Reenstierna den yngre, svenskt kungligt råd, ämbetsman.
- 10 september – Henry Purcell, engelsk kompositör.

## Avlidna
- 15 januari – Juliane av Hessen-Darmstadt, Ostfrieslands regent.
- 10 augusti – Fredrik III av Holstein-Gottorp, hertig av Holstein-Gottorp.
- 7 november – Jens Bjelke, kansler i Norge 1614–1648
- Johan Filip von Krusenstierna, guvernör över Svenska guldkusten.

### Fotnoter
1. ↑  World Statesmen (läst 3 april 2011)